# Myriam Márquez
Myriam Márquez (* um 1955 in Havanna) ist eine US-amerikanische Journalistin. Derzeit ist sie Chefredakteurin der spanischsprachigen Tageszeitung El Nuevo Herald.

## Leben und Wirken
Myriam Márquez wurde in der kubanischen Hauptstadt Havanna als Tochter eines Taxifahrers und einer Lehrerin geboren. Nach dem Sieg der Kubanischen Revolution floh die Familie 1959 in die USA und ließ sich in Süd-Florida nieder. Márquez war damals vier Jahre alt.
Sie wuchs zweisprachig in Miami auf und begann dort am Miami Dade College zu studieren. An der University of Maryland schloss sie 1983 ihr Studium mit dem Bachelor in Journalismus mit Nebenfach Politikwissenschaft ab.
Ihre journalistische Karriere begann Márquez bei United Press International in Washington, D.C., wo sie über den Kongress berichtete. Von 1987 bis 2005 war Márquez beim Orlando Sentinel unter anderem als Kolumnistin und Redaktionsmitglied tätig. Ihre Hauptthemen waren Bildung, Soziales und Umwelt. 
Im Oktober 2005 begann sie beim Miami Herald und schrieb über die lateinamerikanische und karibische Community Süd-Floridas. 2007 wurde sie stellvertretende Direktorin für den Miami-Teil der Zeitung und 2008 wurde sie Kolumnistin dieses Bereichs. Ab Juni 2009 war sie dann für den gesamten Meinungsbereich der Zeitung sowohl bei Print und Online verantwortlich.
Im Oktober 2013 wurde Myriam Márquez zur Nachfolgerin des scheidenden Chefredakteurs der Schwesterzeitung El Nuevo Herald, Manny García, berufen.
Myriam Márquez ist mit dem Lokalreporter Tony Pipitone verheiratet und hat zwei erwachsene Söhne.